# Hibiscadelphus bombycinus
Hibiscadelphus bombycinus (tên tiếng Anh là Kawaihae Hibiscadelphus) là một loài thực vật có hoa thuộc họ Malvaceae.
Loài này chỉ có ở Hoa Kỳ.